# Ariwara no Muneyana
Ariwara no Muneyana o Ariwara no Munehari (在原棟梁?   ¿? - 898) fue un poeta y cortesano japonés que vivió en la primera mitad de la era Heian. Su padre fue el también poeta Ariwara no Narihira, hijo del Emperador Heizei; y tuvo como hijos a los poetas Ariwara no Motokata y Fujiwara no Shigemoto no Haha. Es considerado como uno de los treinta y seis poetas que conforman la lista antológica Chūko Sanjūrokkasen.
En 885 fue promovido a Jugoi, también fue miembro del Gagakuryō y oficial de la provincia de Aki, en 898 fue nombrado gobernador de la provincia de Chikuzen y fallecería poco después.
Participó en un concurso de waka en 892. Algunos de sus poemas fueron incluidos en las diversas antologías imperiales: cuatro en el Kokin Wakashū, dos en el Gosen Wakashū y uno en el Shokugoshūi Wakashū.